# Los Cimientos, Michoacán de Ocampo
Los Cimientos är en ort i Mexiko.   Den ligger i kommunen Churumuco och delstaten Michoacán de Ocampo, i den södra delen av landet, 290 km väster om huvudstaden Mexico City. Los Cimientos ligger 185 meter över havet och antalet invånare är 274.
Terrängen runt Los Cimientos är kuperad norrut, men söderut är den platt. Runt Los Cimientos är det glesbefolkat, med 15 invånare per kvadratkilometer. Närmaste större samhälle är Churumuco de Morelos, 11,7 km öster om Los Cimientos. Trakten runt Los Cimientos består till största delen av jordbruksmark.